# ד

筆記体

ד（ダレット、ヘブライ語: דל״ת, דָּלֶת dalet）はヘブライ文字の4番目の文字。ヘブライ数字の数価は4。
アラビア文字のد、ギリシャ文字のΔ、キリル文字のД、ラテン文字のDに対応する。

## 音声
有声歯茎破裂音/d/をあらわす。ヘブライ語のティベリア式発音では破裂音の/d/と有声歯摩擦音/ð/の2種類の発音があり、破裂音であることを表すためにダゲシュ記号を加えて「דּ」と書いた。本来、母音に後続する位置で、重子音でない場合に摩擦音で発音された。しかし現代ヘブライ語では常に破裂音で発音される。

## 起源
扉（ヘブライ語: דלת delet）を描いた文字に由来する。一方、ウィリアム・オルブライトは原シナイ文字で魚（ヘブライ語: דג dag）を描いた文字が起源で、古い文字名は digg- だったと考えた。